# Questione settentrionale
Questione settentrionale è un termine, coniato in antitesi a quella che in ambito storiografico è definita questione meridionale, e utilizzato nel lessico politico italiano per identificare le problematiche sociopolitiche correlate con una presunta condizione di disagio delle regioni dell'Italia settentrionale nei confronti delle politiche seguite dal governo italiano, soprattutto nella seconda parte del XX secolo, a sostegno del Mezzogiorno d'Italia.
Tali correnti di pensiero hanno trovato risonanza e rappresentazione nel movimento e partito politico della Lega Nord (fautore dell'indipendentismo padano), ma hanno suscitato attenzione e riconoscimento anche in altri partiti, specie di destra, che hanno dimostrato sensibilità verso una certa autonomia, soprattutto economica, dell'Italia settentrionale (ad esempio proponendo il federalismo fiscale).

## Storia

### Lo studio nel XIX secolo
La questione settentrionale vede un antecedente nelle posizioni di alcuni pensatori dell'XIX secolo: Cesare Correnti nel 1860 sul quotidiano La Perseveranza, scrisse l'articolo Finis Longobardiae che viene indicato da alcuni come precursore di tale tematica. Si sviluppò poi, soprattutto in Lombardia, una posizione in difesa delle istituzioni amministrative autonome locali in cui lo "Stato di Milano" veniva opposto ad una gestione centralistica del paese.

### Nel XX secolo
Dalla fine dell'Ottocento e per tutto il XX secolo vi fu, secondo questo tipo di visione, una ricorrente contrapposizione, effettiva o di maniera tra un settentrione aperto alle attività industriali e un meridione passivo. Il collegamento tra questo filone storico e la sua successiva reincarnazione politica fu legato alla figura di Gianfranco Miglio, professore universitario di scienza della politica e che dagli anni '80 del XX secolo fu punto di riferimento non solo nel mondo culturale, ma anche all'interno della Lega Nord, fino a quando le visioni di Bossi non entrarono in conflitto con le idee di Miglio.

#### Lo sviluppo negli anni 1990
All'inizio degli anni novanta la questione settentrionale passò da dibattito culturale a rivendicazione politica. I punti cardine della questione settentrionale in questo senso sono riassumibili in una maggiore indipendenza della cosiddetta Padania dalle regioni centrali e meridionali, accusate di essere un peso per la parte produttiva del paese. Umberto Bossi dichiarò più volte che se l'Italia settentrionale fosse stata divisa da quella meridionale sarebbe riuscita a rispettare i parametri di Maastricht richiesti e partecipare a pieno titolo all'Unione europea (soddisfacendo in breve tempo i parametri economici), sarebbe dotata di infrastrutture migliori in quanto il denaro pubblico non sarebbe stato sprecato nella Cassa del Mezzogiorno in opere e appalti fagocitati dalla criminalità organizzata.

### Il dibattito negli anni 2000
Alcuni editorialisti accademici rimasero scettici sulla vera fondatezza della questione settentrionale mentre altri, anche al di fuori dell'Italia, contribuirono ad alimentare il dibattito riconoscendo tale questione. Dal punto di vista politico l'esito delle elezioni del 2008 (con un largo successo della Lega Nord) fece comunque tornare in auge la discussione sulla questione settentrionale Nonostante la questione settentrionale fosse stata per anni appannaggio politico della Lega Nord, anche esponenti settentrionali del centrosinistra (come Sergio Chiamparino, Guido Fanti, Riccardo Illy, Massimo Cacciari, etc.) sulla spinta delle considerazione che seguirono le elezioni, iniziarono a considerarla più apertamente (anche se lo avevano già anticipato in una festa dell'Unità del 2000).

## Inquadramento secondo Alfredo Canavero
Secondo Alfredo Canavero, docente a contratto presso l'Università Statale di Milano, tale questione sarebbe stata presente sin dalla fondazione del Regno d'Italia; secondo quanto riporta Canavero, «il Nord ha sempre rivendicato una propria peculiarità (e una propria superiorità) rispetto al Sud», a partire «dall'articolo di Cesare Correnti Finis Longobardiae su "La Perseveranza" del gennaio 1860» fino al «concetto comune, nell'Ottocento non meno che nel Novecento, di un Settentrione attivo, progredito ed operoso contrapposto a Roma capitale e ad un meridione parassitario, arretrato e indolente».